# 川崎市立南河原中学校
川崎市立南河原中学校（かわさきしりつみなみがわらちゅうがっこう）は、神奈川県川崎市幸区中幸町4丁目に位置する公立中学校である。略称は「南中」（なんちゅう）、「南河原」。1956年（昭和31年）開校。

## 概要
1956年（昭和31年度）川崎市立御幸中学校から分離する形で開校した。校章は川崎の「川」、南河原（MINAMIGAWARA）の「M」、中学校の「中」をモチーフとしたものであり、校歌には「輝く未来」（作詞：神保光太郎、作曲：高田三郎）が制定されている。
登下校時はブレザーの制服（基準服）、授業中は基本的に体操服・ジャージのいずれかで行動していたが、2018年度（平成30年度）より原則として、授業中も制服を着用するよう定められた。教員によりデザインされた「373G」（南河原の頭文字、373GAWARA）のオリジナルロゴをあしらった「南中Tシャツ」が毎年販売され、主に部活動中や修学旅行などの課外活動において着用される。
通常時の登校時刻は8時から8時25分であり、8時25分を過ぎると予鈴遅刻、8時30分を過ぎると遅刻となる。部活動等の実施時に再登校を行なう場合もあり、その場合は体育着・ジャージまたは南中Tシャツで登校することも可能である。
1961年（昭和36年）から、京都市東山区の社会福祉法人 平安養育院への募金活動が行われている。毎年5月頃に校門前で生徒が募金活動を行い、三年生の京都修学旅行時に生徒会・福祉委員会が中心となって寄付を行う。1996年（平成8年）に京都市長から表彰され、2016年（平成28年）、再び平安養育院から感謝状を受け取った。
マンション建設等、地区の再開発の影響も受け、生徒数は年々減少している。2017年（平成29年）現在の生徒数は323名、2016年度（平成28年度）までの卒業者数は1万2343名。

### 沿革
- 1956年度（昭和31年度）4月 - 仮称第二御幸中学校として、川崎市立御幸中学校の旧校舎で発足
- 1956年度（昭和31年度）9月 - 御幸中学校から分離し、南河原中学校として開校
- 1956年度（昭和31年度）10月17日 - 新校舎落成・開校式、開校記念日制定
- 1960年度（昭和35年度）2月25日 - 校歌「輝く未来」制定
- 1967年度（昭和42年度）1月 - 体育館落成
- 1971年度（昭和46年度）4月 - 校内テレビ放送施設完成
- 1972年度（昭和47年度）11月 - 校長室新設
- 1975年度（昭和50年度）4月 - 河原町団地(13・14・15号棟）が学区として加わる
- 1976年度（昭和51年度）10月 - 保健室完成
- 1981年度（昭和56年度）11月 - 改築校舎落成
- 1987年度（昭和62年度）4月 - 新しい制服に切り替え
- 1988年度（昭和63年度）7月 - 屋上プール完成
- 1991年度（平成3年度）12月 - パソコン教室完成
- 1998年度（平成10年度）9月 - 茶道部の活動が廃止
- 1999年度（平成11年度）
  - 6月 - 平安養育院への永年の寄付に対し、知恩院から感謝状を授与される
  - 9月 - 初のふれあいバザーが開催
  - 9月 - 水泳部の活動が最後に
- 2000年度（平成12年度）2月 - 二学年職業体験を開始
- 2001年度（平成13年度）9月、3月 - B棟、A棟教室にそれぞれクーラー設置
- 2002年度（平成14年度）9月 - 男子バレーボール部の活動が廃止
- 2006年度（平成18年度）4月 - 二期制の開始
- 2007年度（平成19年度）4月 - 1年生からジャージ及び体操着のデザインを変更
- 2009年度（平成21年度）9月 - 英語劇部の活動が最後を迎える
- 2010年度（平成22年度） - 柔道部創部
- 2013年度（平成25年度） - 南中Tシャツ作成
- 2015年度（平成27年度）9月 - 演劇部の活動が廃止
- 2017年度（平成27年度）4月 - 生徒の負担を考慮し、従来の鞄に加え通学用鞄としてリュックサックの販売を開始。使用が認められる
- 2018年度（平成27年度）4月 - ソフトボール部が新設。授業時に制服を着用

## 教育目標
自己を省みて、日々に新たなれ
1. しっかり勉強しよう
2. 美しく豊かな心をもとう｢思いやりの心をもとう｣
3. 進んで正しい言動をとろう
4. からだを鍛えよう
5. 人のために役だとう

## 特別活動
特別活動として、生徒会活動及びその下に各種委員会活動、部長会が置かれる。
- 生徒会活動は会長（1名）、副会長（2名）、書記（2名）、会計（2名）で構成される。
- 任期は1年。9月頃に演説等を行い、全校生徒による投票が行われる。

### 委員会活動
一学年学級委員会、二学年学級委員会、三学年学級委員会、保健委員会、広報委員会、放送委員会、生活委員会、福祉委員会、図書委員会、体育祭実行委員会、文化祭実行委員会、選挙管理委員会、給食委員会

## 年間活動
- 4月 - 始業式、着任式、入学式、新入生歓迎会、新体力テスト、全国学力状況調査
- 5月 - 体育祭、生徒総会
- 6月 - 熱中症予防講演、南中ふれあいバザー、前期中間テスト、 一学年校外学習、二学年東京校外学習、三学年修学旅行、中体連壮行会、神奈川県総合体育大会
- 7月 - 二学年防災学習、神奈川県総合体育大会
- 9月 - 前期期末テスト、生徒会役員選挙、川崎市総合体育大会
- 10月 - 開校記念日、合唱コンクール、文化祭、駅伝大会、連合文化祭
- 11月 - 川崎市学習診断テスト、新入生体験入学、後期中間テスト（三学年）
- 12月 - 後期中間テスト
- 1月 - 一学年八ヶ岳自然教室、二学年職業体験学習、生徒総会
- 2月 - 神奈川県公立高等学校入学者選抜、学年末テスト、三学年卒業遠足、
- 3月 - 生徒総会、三年生を送る会、卒業式、離退任式、終業式

## 部活動
朝、放課後には課外活動の一環として部活動が実施されている。4月の部活動見学・仮入部期間を経て、正式に入部となる。三年生は市総体が行われる9月（運動部）、文化祭のある10月頃（文化部）を以って引退となる。部活動への所属はほぼ必須であり、行事等で部活動毎に活動することも少なくない。転部・退部をする際は部活動の顧問と相談して行う。
運動部・文化部合わせて13の部活動が存在している。平日は原則としてどの部活動も活動があり、中間テスト3日前、期末テスト5日前、川崎市学習診断テスト1日前からは部活動停止期間が設けられる。朝は7時30分～8時10分の練習が許可されている。最終下校時刻は18時（4月～9月）、17時30分（10月、3月）、17時15分（2月）、17時（11月～1月）である。

### 運動部
野球部、バレーボール部、男子バスケットボール部、女子バスケットボール部、サッカー部、バドミントン部、陸上競技部、柔道部、卓球部、ソフトボール部（2018年度新設）、駅伝部（平成29年度までは9月～10月の駅伝大会の期間中、ほぼ全ての運動部の生徒が参加していた。現在は任意。）

### 文化部
吹奏楽部、美術部、放送部、家庭科部

## 学区
中幸町1 - 4丁目、幸町1 - 4丁目、南幸町1 - 3丁目、大宮町、堀川町、柳町、都町1番地 - 39番地、河原町団地（13・14・15号棟）及び、神明町の一部

### 進学前小学校
川崎市立南河原小学校、川崎市立幸町小学校